# Улица Ферсмана (Апатиты)
Улица Ферсмана — центральная улица Апатитов. Названа в честь русского геохимика и минералога, одного из основоположников геохимии Александра Евгеньевича Ферсмана.

## История
Улица Академическая (ныне улица А. Е. Ферсмана) образовалась в Апатитах в результате строительства Академгородка, которое началось в середине 50-х годов. Академгородок разрастался, появлялись новые лабораторные корпуса и жилые дома. Улица получила название Академической.
А в 1967 году в память об ученом она была переименована в улицу имени А. Е. Ферсмана.

«В целях увековечения памяти академика А. Е. Ферсмана переименовать улицу Академическую в г. Апатиты в улицу имени академика А. Е. Ферсмана».

На улице Ферсмана и в Академгородке расположено большинство лабораторий КНЦ РАН и Президиум КНЦ РАН.

## Достопримечательности

Памятник Академику А. Е. Ферсману в Апатитах

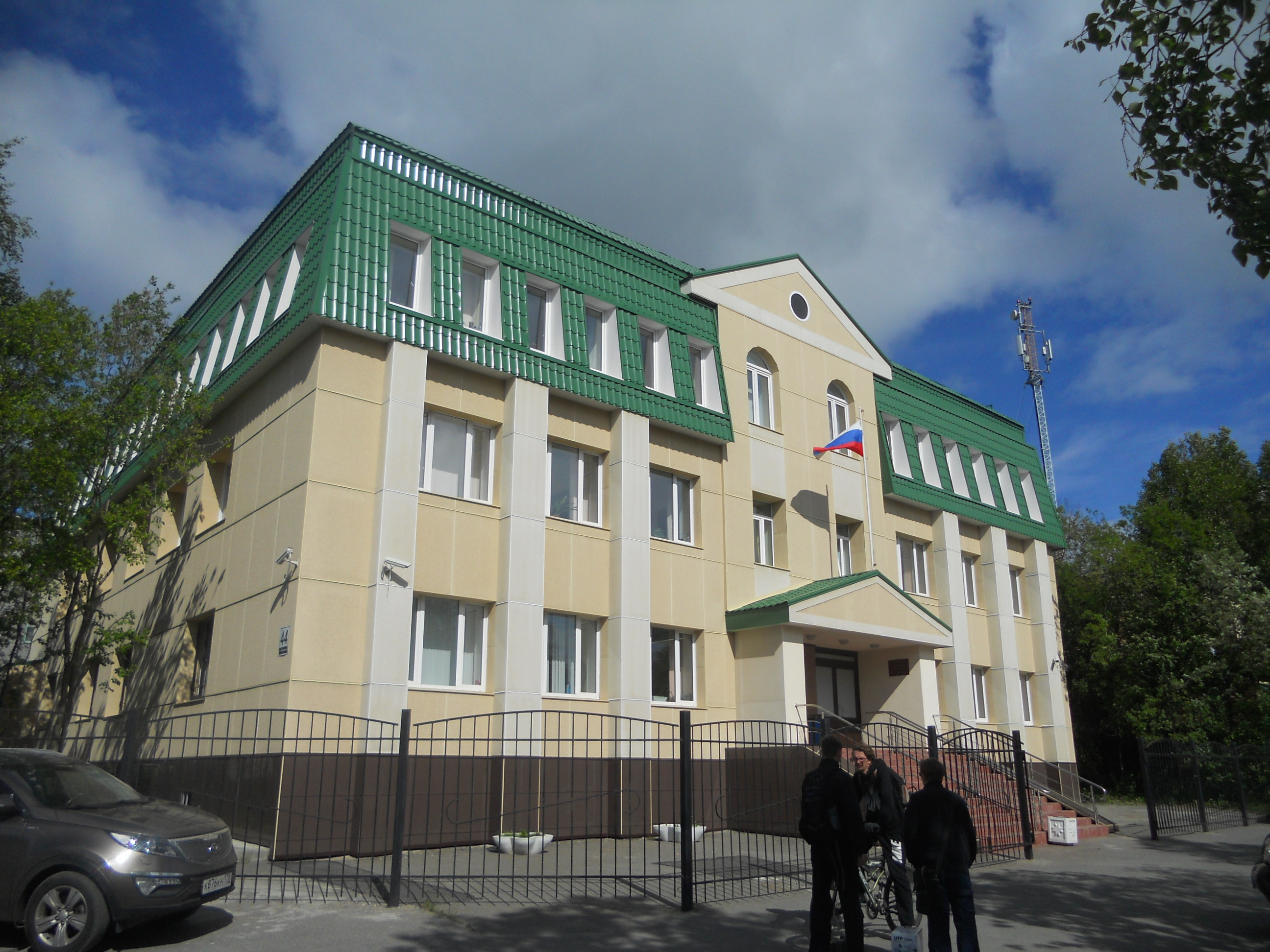
Апатитский Суд

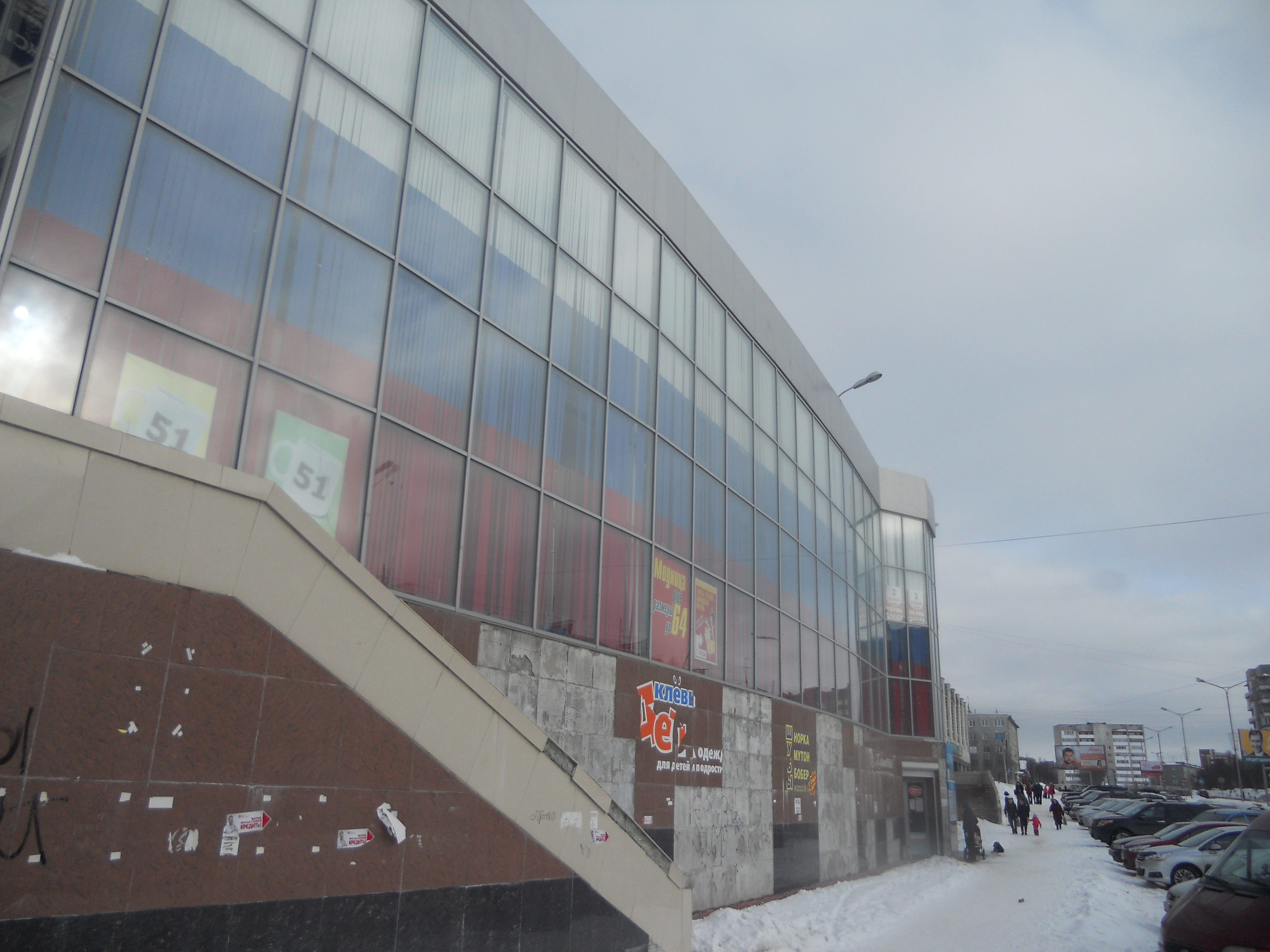
ТЦ Россия

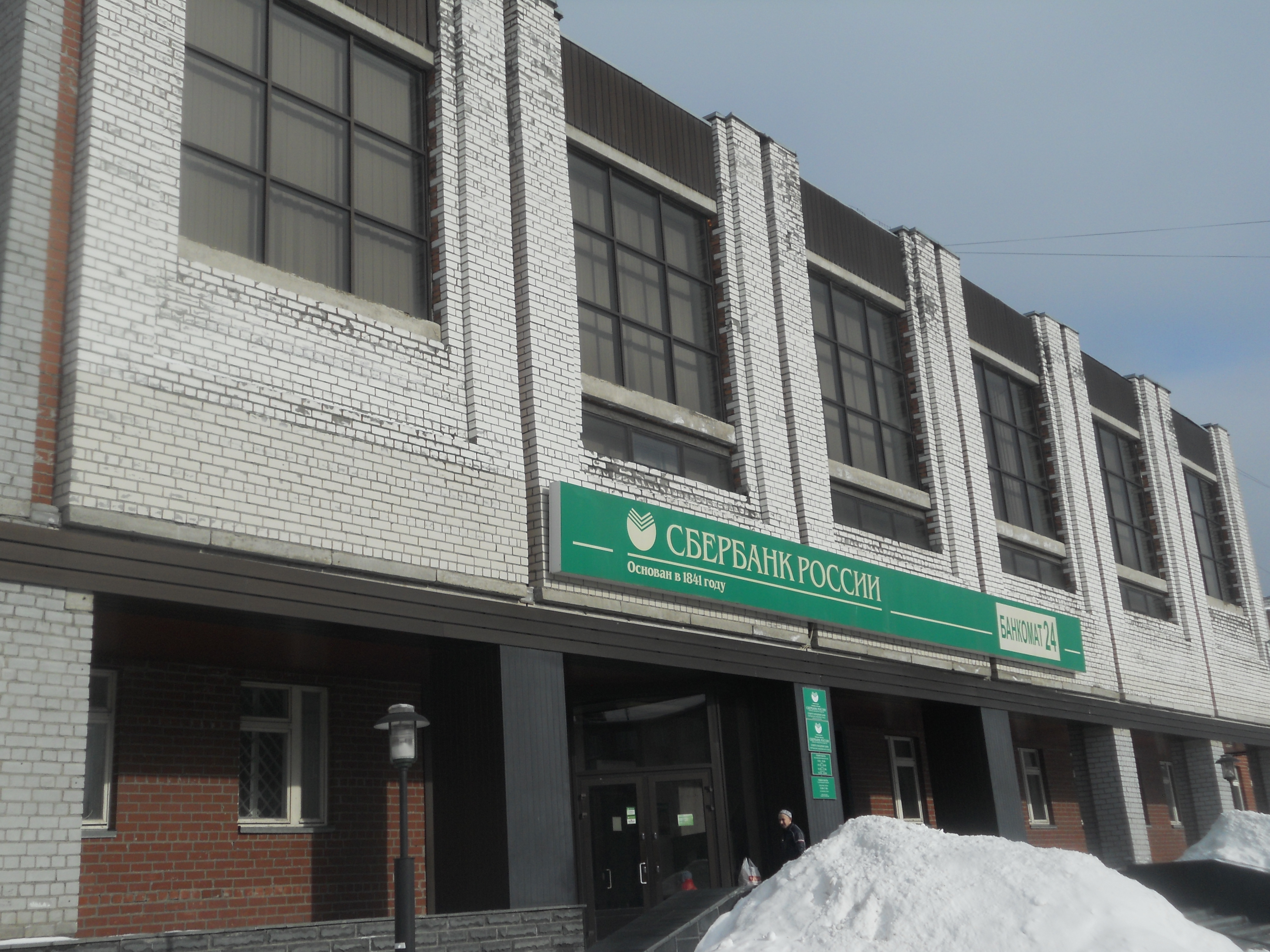
Центральный Сбербанк Апатитов

- Памятник Ферсману, поставленный в 1980 году напротив Горного института КНЦ РАН.
- Единственный в России «Сад камней» под открытым небом. В саду находятся все разновидности минералов Хибинсих гор. Находится рядом с Горным институтом КНЦ РАН.
- Монумент «Первым строителям города», расположенный в парке на пересечении улицы Ферсмана и Московской улицы.

## Расположение улицы
Расположена улица в основной части города, проходя с севера на юг.
Начинается улица от перекрёстка улиц Козлова, Московской и Энергетической (выходит из неё). Проходит через площади Геологов и Ленина. Заканчивается на перекрёстке улиц Козлова, Строителей и Пригородной напротив гипермаркета «Твой».
На севере улицы расположен микрорайон Академгородок.

## Пересекает улицы
- пл. Геологов
- ул. Дзержинского
- ул. Зиновьева
- ул. Козлова
- пл. Ленина
- ул. Ленина
- ул. Московская
- ул. Энергетическая (переходит)

## Здания
- № 14 — Президиум КНЦ РАН, Геологический институт КНЦ РАН.
- № 16 — Геологический музей.
- № 24 — Горный институт КНЦ РАН.
- № 24а — Институт экономических проблем КНЦ РАН.
- № 26 — Мурманская геологоразведочная экспедиция.
- Академгородок, № 10а — Кафедра геологии КНЦ РАН.
- Академгородок, № 17а — типография «КаэМ»
- Академгородок, № 18а — Администрация Полярно-альпийского ботанического сада-института
- Академгородок, № 26а — Институт химии и технологии редких элементов и минерального сырья КНЦ РАН.
- Академгородок, № 38а — Сейсмологическая лаборатория КНЦ РАН.
- Академгородок, № 51а — Отдел технологии строительных материалов КНЦ РАН.
- № 23 — Burger Club.
- № 29 — магазин «Север».
- № 32а — ТЦ «Россия», ТК «Скала».
- № 35а — Пенсионный фонд.
- № 40а — Школа № 5.
- № 44 — Апатитский городской суд.

## Транспорт
Улица Ферсмана — главная транспортная артерия города. Через неё проходят все маршруты городского транспорта.
По улице ходят автобусные маршруты № 6, 7к, 8, 9, 9э, 11, 12, 102, 128, 131, 130, 135, 136э и маршрутки № 102.